# Walter Duranty
Pour les articles homonymes, voir Duranty.
Walter Duranty est un journaliste anglo-américain né à Liverpool le 25 mai 1884 et mort le 3 octobre 1957 à Orlando, en Floride. Correspondant du New York Times à Moscou de 1922 à 1936, il remporte le prix Pulitzer en 1932 pour ses reportages sur l'Union soviétique, flatteurs pour le régime stalinien.

## Biographie
Tout au long de la période 1918-1919, les puissances occidentales ont soutenu les groupes contre-révolutionnaires combattant la nouvelle URSS, et le New York Times a salué la défaite de Lénine dans la Baltique. La tentative de Duranty à ce moment-là d’être correspondant en Russie du New York Times a d'abord été repoussée, alors que l'URSS voyait à peine le jour.
Duranty s'est ensuite fait connaître par une interview avec Maxime Litvinov, qui deviendra le ministre des Affaires étrangères de l’Union soviétique en 1930, notamment pendant l'Holodomor. Après cette interview dans le New York Times, il a conclu que les négociations à Riga affirmant l’indépendance de la Lettonie allaient connaître un succès durable, mais cela n'a pas suffi pour obtenir le poste de correspondant à Moscou du New York Times.

## Critique de sa couverture du régime stalinien
Les correspondants du Times et d'autres journaux ont depuis largement discrédité sa couverture des événements. Les analyses de Duranty s'appuyaient sur des sources officielles comme principale source d'information, ce qui expliquait le défaut le plus important de sa couverture - sa sous-estimation constante de la brutalité de Staline. Décrivant le plan communiste de « liquidation » des cinq millions de koulaks, ces fermiers possédant de la terre, du bétail, des outils, opposés à la collectivisation soviétique de l'agriculture, Duranty écrivait par exemple en 1931 : « Faut-il tous les abolir physiquement, eux et leurs familles ? Bien sûr que non – ils doivent être « liquidés » ou fondus dans le feu brûlant de l'exil et du travail dans la masse prolétarienne. ».
L'honnêteté des articles de Duranty est remise en question de son vivant, en particulier sa négation de la famine ukrainienne de 1932-1933. En accord avec la propagande stalinienne, il contredit les témoignages d'autres journalistes occidentaux comme Gareth Jones et Malcolm Muggeridge. Il rejette les rapports d'écrivains selon lesquels les gens mouraient de faim : « Les conditions sont mauvaises, mais il n'y a pas de famine », écrit-il dans une dépêche de Moscou de mars 1933 décrivant le « gâchis » de la collectivisation. « Mais - pour le dire brutalement - on ne peut pas faire d'omelette sans casser des œufs. ». Pourtant, en privé, Duranty reconnaissait l'existence de cette famine, comme le documentent Guillaume Ribot et Antoine Germa, historien, dans leur film documentaire Moissons sanglantes avec pour conseiller l'historien Nicolas Werth - ces historiens qui établissent le bilan de la famine en question
En 1990, un éditorial de Karl E. Meyer (en) dans le New York Times reconnaît que Duranty est l'auteur de « quelques-uns des pires reportages jamais parus dans ce journal ». Certains des rédacteurs en chef de Duranty ont critiqué ses reportages comme étant tendancieux, mais le New York Times l'a gardé comme correspondant jusqu'en 1941.

## Polémique concernant le prix Pulitzer
Les Ukraino-Américains et d'autres organisations ont demandé à plusieurs reprises au Pulitzer Prize Board d'annuler le prix de Duranty et au New York Times de le rendre, principalement en raison de son incapacité ultérieure à signaler la famine. Le conseil d'administration de Pulitzer a refusé à deux reprises de retirer le prix, le plus récemment en novembre 2003, ne trouvant « aucune preuve claire et convaincante de tromperie délibérée » dans le reportage de 1931 qui a remporté le prix, et le New York Times n'a pas le prix en sa possession.

## Polémique sur les soupçons de corruption
Le journaliste et écrivain américain d'origine russe, Eugene Lyons, correspondant à Moscou de l'agence de presse United Press International, futur biographe du président américain Herbert Hoover, a admis qu'il n'avait pas de preuve de corruption de Walter Duranty, mais raconté qu'Ivy Low Litvinov (en), une écrivaine et traductrice anglo-russe, par ailleurs épouse du diplomate soviétique et ministre des Affaires étrangères de l'URSS depuis 1930 Maxim Litvinov, avait été témoin oculaire d'une remise d'argent liquide dans les locaux de l'ambassade de l'URSS à Paris.

## Dans la culture populaire

### Filmographie

#### Cinéma
Dans le film L'Ombre de Staline sorti en 2019, évoquant l'enquête du journaliste Gareth Jones sur la famine ukrainienne et les négations de Duranty, le rôle de ce dernier est joué par Peter Sarsgaard.